# NGC 2470
NGC 2470 في الفهرس العام الجديد، هي مجرة، تقع في كوكبة الكلب الأصغر. اكتشفت في 24 أكتوبر 1886 بواسطة لويس سويفت.

## روابط خارجية
- NGC 2470 على موقع ويكي سكاي: DSS2, SDSS, GALEX, IRAS, Hydrogen α, X-Ray, Astrophoto, Sky Map, Articles and images